# Військово-морські сили Італії
Військовий флот (італ. Marina Militare, досл. «Військовий флот»; MM) — військово-морські сили Італії, що були створені у 1946 році після червневого референдуму, що встановив республіканський устрій. Тоді з назв усіх державних установ усунули слово королівський. Правонаступник Regia Marina — Королівських військово-морських сил Італії, що були одними з найбільших у світі.

## Історія
2 лютого 1947 створено міністерство оборони, що об'єднало старі міністерства війни, флоту, авіації.
Відповідно до Паризького мирного договору від 10 лютого 1947 чисельність Marina Militare обмежувалася 25 000 осіб, водотоннажність флоту 67 500 тонн. Заборонялось володіти лінкорами, авіаносцями, підводними човнами, торпедними човнами MAS, керованими людьми торпедами, гарматами дальністю більше 30 км, ядерною зброєю, ракетами. Заборонялось будівництво військових кораблів на корабельнях на Піаноза, Пантеллерія, Пелагських островах. Країнам-переможцям мали передати 3 лінкори, 5 крейсерів, 7 есмінців, 6 торпедних катерів, 8 підводних човнів, навчальний корабель.

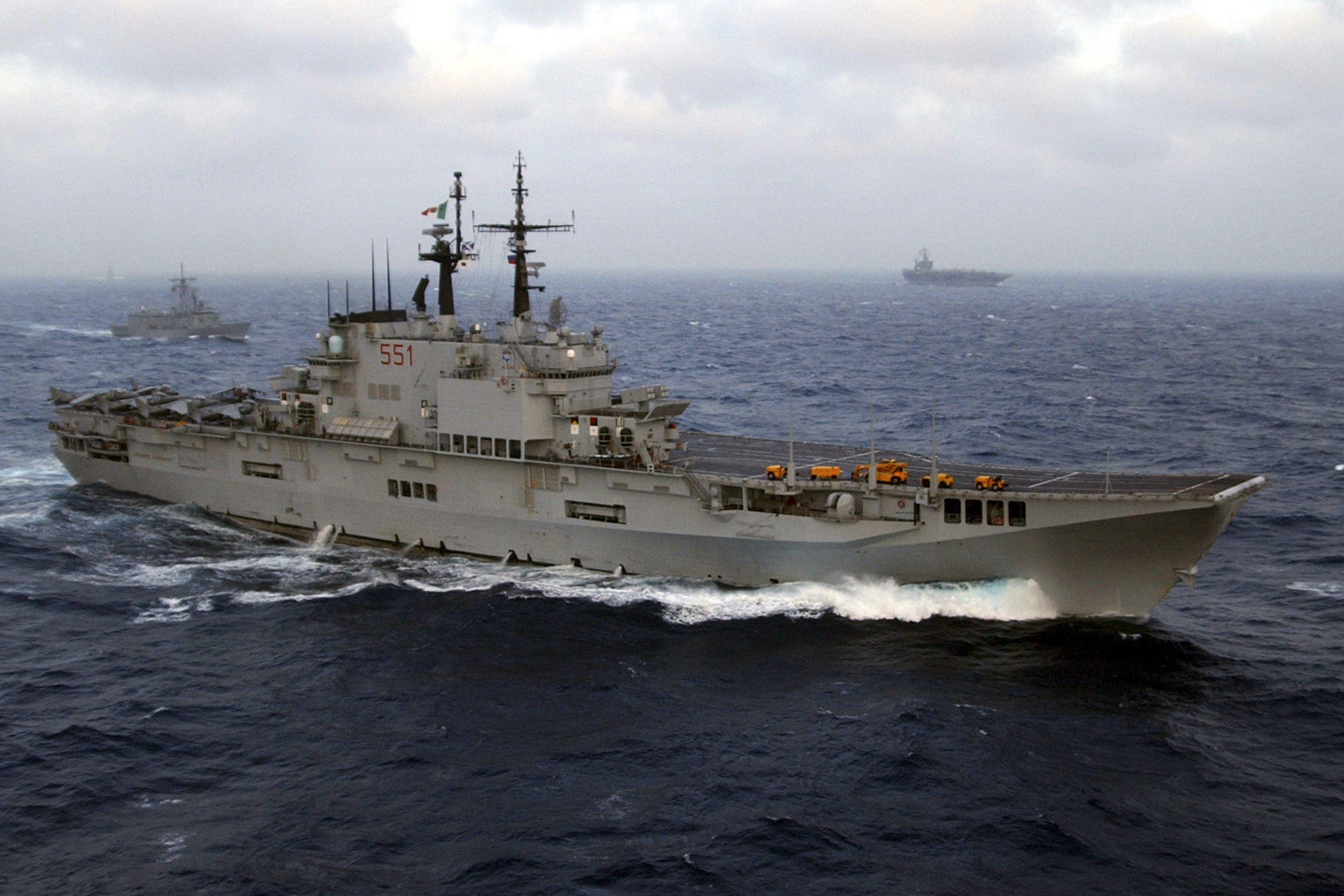
Вертольотоносець Giuseppe Garibaldi (551)

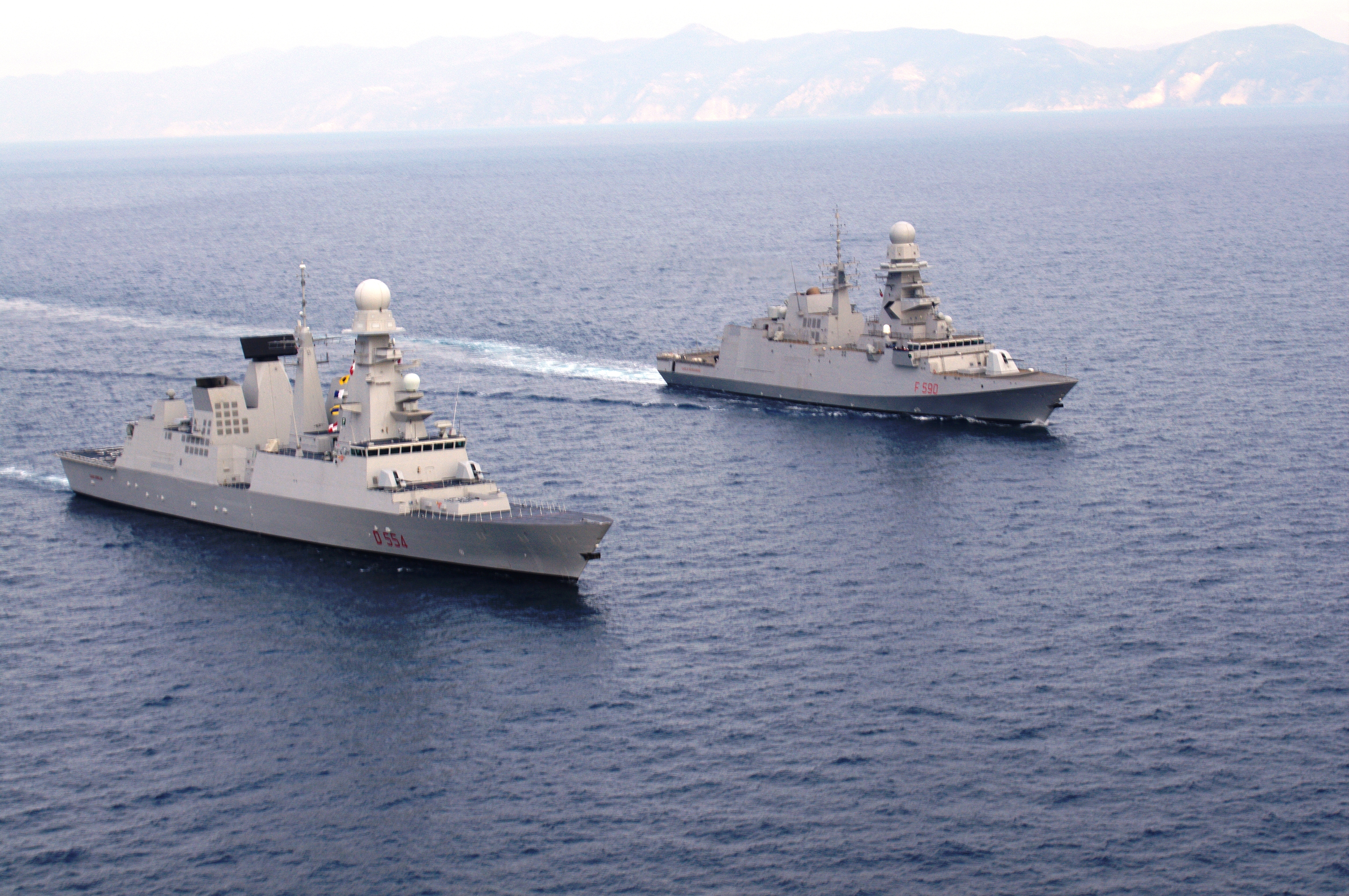
Фрегати Caio Duilio (D554) та Carlo Bergamini (F590)

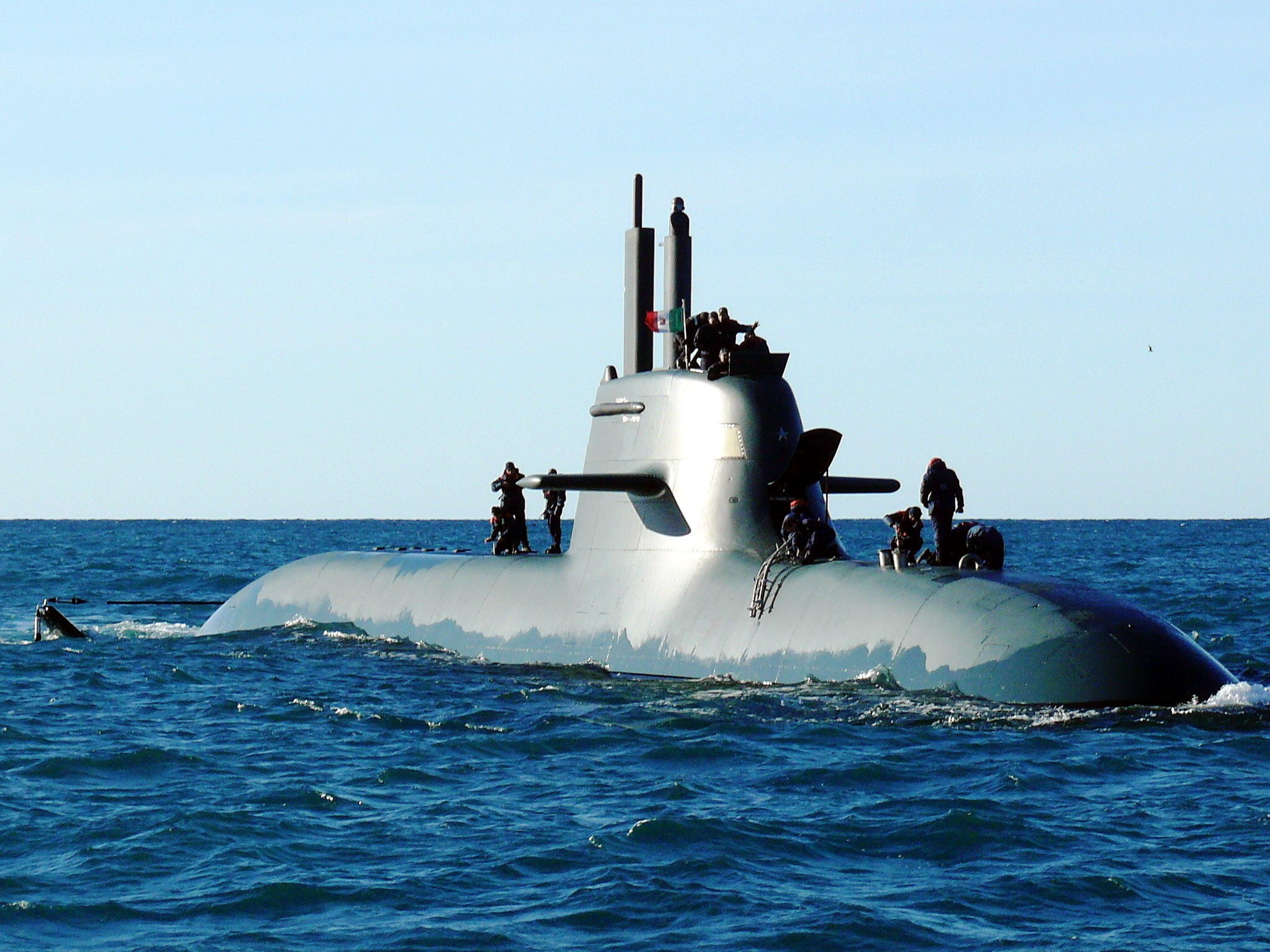
Підводний човен Scirè (S527)

### Склад флоту
- Авіаносці (2)
- «Кавур»
- «Джузеппе Гарібальді» (з 2012 вертольотоносець)
- Есмінці (4)
- 2 есмінці типу «Орідзонте»
- 2 есмінці типу «Луїджі Дюран де ла Пенне»
- Фрегати (14)
- 3 FREMM-фрегати класу Bergamini (будуються)
- 8 фрегатів класу Maestrale[it] (виведені з 2015)
- 3 легкі фрегати класу Artigliere (в процесі виведення)
- Корвети (6)
- 6 корветів класу Minerva (в процесі виведення)
- Патрульні кораблі (14)
- 6 патрульні кораблі класу Cassiopea
- 4 патрульні кораблі класу Cigala-Fulgosi[de]
- 4 Патрульні катери типу «Есплораторе»
- Підводні човни (6)
- 2 човни класу 212 A (2 будуються)
- 4 човни класу Sauro[it]
- Десантні кораблі (4)
- 4 кораблі класу San-Giorgio[de]
- Тральщики (12)
- 4 тральщиків класу Lerici[pl]
- 8 тральщиків класу Gaeta
- Кораблі постачання (3)
- 2 КП класу Stromboli[it]
- 1 КП класу Etna[it]
- Навчальні, спеціальні кораблі
- 1 вітрильний навчальний корабель Amerigo Vespucci
- 1 навчальна баркентина Palinuro[it]
- 1 розвідувальний корабель Elettra[it]
- гідрографічний корабель Magnaghi
- рятувальний корабель підводних човнів Anteo
- 6 прибережних транспортних кораблів класу Gorgona

## Морська авіація

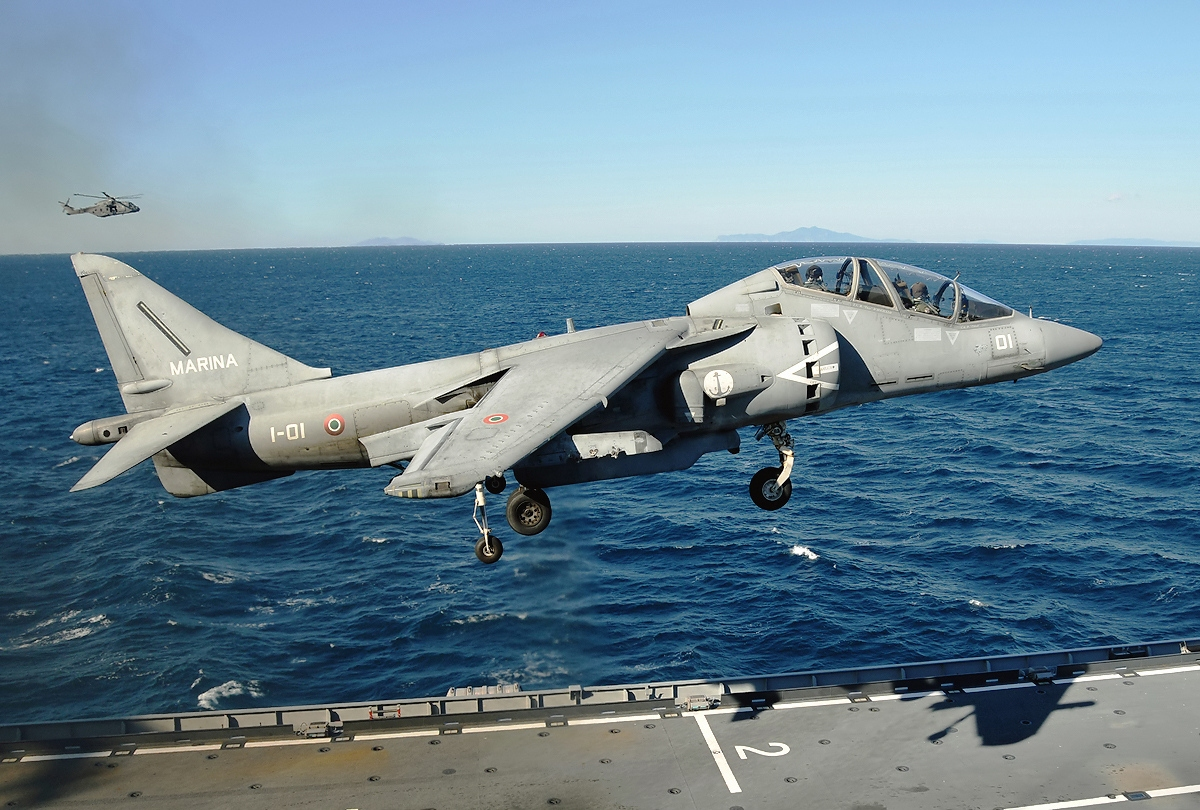
Посадка TAV-8B Harrier II на авіаносець Cavour (550)

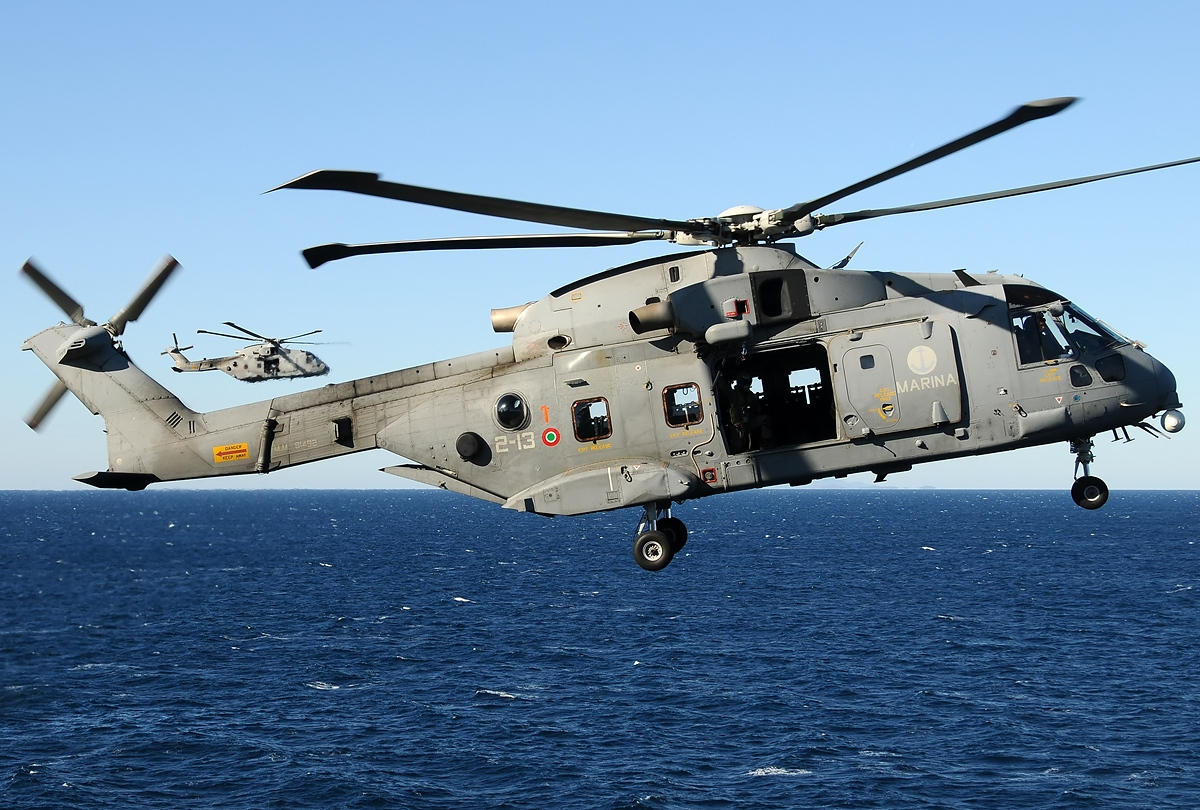
AW101 морської авіації

Морська авіація перебуває під спільним командуванням ВПС (COMFORAER) і командуванням флоту. На озброєнні перебувають літаки і гелікоптери, що базуються на кораблях. Патрульні літаки типу Breguet Atlantic перебувають у складі 41 авіаполку ВПС Італії і базуються на сицилійській базі Сігонелла. Оперативний контроль над ними здійснює ВМФ Італії і вони мають змішані екіпажі з представників флоту і ВПС.

### Гелікоптери
- 22 AW101 (8 протичовнова оборона, 10 багатоцільових, 4 дальнього радіолокаційного стеження)
- 50 NH90 (10 багатоцільових, 40 морської модифікації для боротьби з підводними і надводними кораблями)

До завершення поставки NH90 на озброєнні перебувають старі гелікоптери H-3 Sea King та AB212.

### Літаки
- 14 McDonnell Douglas AV-8B Harrier II (раніше 16, мають бути замінені Lockheed Martin F-35 Lightning II)
- 2 TAV-8B Harrier II (2-місний навчальний)
- 7 Breguet Br 1150 Atlantic (раніше 18, мають бути замінені, зокрема тимчасово 4 ATR 72)
- 3 Piaggio P.180

### Бази
- аеродром Луні[it] біля Ла-Спеція
  - 1-ша ескадрилья (AW101)
  - 5-та ескадрилья (AB212)
- аеродром Гроттальє[it] біля Таранто.
  - GRUPAER (Harrier)
  - 4-та ескадрилья (AB212/SH-3)
- аеродром Фонтанаросса.
  - 2-га ескадрилья (AB212)
  - 3-тя ескадрилья (AW101)

## Морська піхота

Герб спільного італо-іспанського підрозділу морської піхоти

На нових принципах з березня 2013 формують бригаду «Сан-Марко». При чисельності 3800 морських піхотинців вона ділиться на 3 полки. Перший успадкував завдання старого полку Сан-Марко як амфібійного підрозділу. Його може підтримати амфібійний полк, що відносяться до сухопутних військ Італії. Для перевезення використовуються десантні кораблі класу Сан-Джорджо. Абордажний склад Другого полку займається ембарго-контролем торгових кораблів, боротьбою з піратством та інших оборонно-контрольних завдань на морі. Третій полк (італ. Servizio Difesa Installazioni) займається захистом військових об'єктів, баз флоту, певних регіонів узбережжя. Спеціальні сили зосереджені у спецпідрозділі COMSUBIN для боротьби диверсантами, терористами. Бойові плавці (італ. Sommozzatore) цього підрозділу відносять до найкращих у світі. З листопаду 1998 розпочалось створення спільної групи з Морською піхотою Іспанії (ісп. Infantería de Marina).

## Берегові війська
Берегова гвардія входить до складу Міністерства інфраструктури і транспорту Італії і фінансується ним. У разі надзвичайних ситуацій ці підрозділи можуть підпорядковуватися ВМС Італії. Значна частина з 11 000 співробітників Гвардії є вихідцями з ВМС Італії.